# Hermann Hagena
 Hermann Hagena  (* 20. November 1931 in Kigarama, Ostafrika; † 14. November 2022) war ein deutscher Offizier (Brigadegeneral), Pilot und Autor. Zuletzt war er stellvertretender Kommandeur der Führungsakademie der Bundeswehr.

## Leben

### Jurastudium
Von 1952 bis 1955 studierte Hermann Hagena Rechts- und Staatswissenschaften an der Ruprecht-Karls-Universität Heidelberg und der Philipps-Universität Marburg. 1951/52 war er Fulbright-Stipendiat am Liberal Arts Hamilton College in Clinton, New York. Nach dem juristischen Staatsexamen 1955 war er Gerichtsreferendar und Doktorand am  Max-Planck-Institut für ausländisches öffentliches Recht und Völkerrecht. 1959 wurde er bei Hermann Mosler mit einer völkerrechtlichen Arbeit über Die Stellung staatlicher Repräsentanten in internationalen politischen Organisationen zum Doktor beider Rechte (Dr. iur. utr.) promoviert.

### Militärischer Werdegang
Beförderungen
- 1959 Leutnant
- 1960 Oberleutnant
- 1963 Hauptmann
- 1967 Major
- 1970 Oberstleutnant
- 1974 Oberst
- 1984 Brigadegeneral

Bereits 1957 trat Hagena in die Luftwaffe der Bundeswehr ein. Er absolvierte die Offizierausbildung beim Luftwaffenausbildungsregiment 1 in Uetersen und an der Offizierschule der Luftwaffe (OSLw) in Faßberg. 1958/59 war er Gruppen- und Zugführer im I. Bataillon des Luftwaffenausbildungsregiment 2 in der Hinrich-Wilhelm-Kopf-Kaserne (Altenwalde bei Cuxhaven). 1959 absolvierte er die Eignungsfeststellung („Screening“) auf der Piper L-18 Super Cub. Außerdem wurde er als Sprachlehrer eingesetzt. 1959/60 durchlief er die sprachliche und fliegerische Ausbildung auf der Lackland Air Force Base in San Antonio, auf der Bartow Air Base in Bartow, Florida und auf der Webb Air Force Base in Big Spring, Texas. Dabei wurde er auf T-37, F-86 und T-33 ausgebildet. 1960/61 war er Lehrgangsteilnehmer in Fürstenfeldbruck. 1961 erhielt er die Tagjagdausbildung (F-86) an der Waffenschule der Luftwaffe 10 in Oldenburg. Von 1961 bis 1963 war er Jagdflugzeugführer (F-86) und erhielt eine S3-Ausbildung beim Jagdgeschwader 73 (von 1964 bis heute: „Steinhoff“) im rheinland-pfälzischen Pferdsfeld bei Bad Kreuznach.
Im Rahmen eines Austauschprogramms mit der US Air Force war er im Dienstgrad eines Hauptmanns von 1963 bis 1966 als Fluglehrer und Assistant Professor an die Air Force Academy (USAFA) nach Colorado Springs, Colorado, abkommandiert. Von 1966 bis 1968 war er Flugzeugführer (Lockheed F-104G „Starfighter“), Einsatzstabsoffizier und stellvertretender Kommandeur der Fliegenden Gruppe beim Jagdgeschwader 74 (heute: Taktisches Luftwaffengeschwader) in Neuburg an der Donau, das von 1973 bis 2005 den Beinamen „Mölders“ trug.
Von 1968 bis 1970 durchlief er den 13. Generalstabslehrgang Luftwaffe an der Führungsakademie der Bundeswehr (FüAkBw) in Hamburg. Von 1970 bis 1972 war er Referent der Luftwaffe in der Stabsabteilung Planung im Führungsstab der Streitkräfte (Fü S VI 3) im Bundesministerium der Verteidigung in Bonn. Danach war er Hörsaalleiter bei der Generalstabsausbildung Luftwaffe und von 1974 bis 1977 war er Chef des Stabes Abteilung Ausbildung und Lehre an der FüAkBw. 1977 wurde er Referatsleiter Ausbildung im Führungsstab der Luftwaffe (Fü L I 5) in Bonn. Von 1984 bis 1989 war er Stellvertreter der Kommandeure Dieter Wellershoff, Dieter Clauß, Jörn Söder und Werner von Scheven an der FüAkBw.
1989 wurde er als Brigadegeneral in den Ruhestand versetzt.

### Politische Aktivitäten
Politisch engagierte sich Hagena ab Ende der 1960er Jahre in der Europäischen Föderalistischen Partei (EFP), für die er bei der Bundestagswahl 1969 erfolglos im Wahlkreis Pinneberg (Wahlkreis 9) als Direktkandidat und auf der schleswig-holsteinischen Landesliste (10/13) kandidierte. Unter Hans-Wittich von Gottberg war er Pressesprecher der Partei.

### Studien- und Beratertätigkeit, Publizistik
Nach einem Studium der Slawistik von 1989 bis 1991 an der Rheinischen Friedrich-Wilhelms-Universität Bonn blieb er als Berater (Russland/Ukraine, europäische Luftfahrtindustrie) und Publizist tätig. Besondere Aufmerksamkeit über militärische und sicherheitspolitische Fachkreise hinaus erlangte er mit seinem publizistischen Engagement für die Rehabilitation Werner Mölders’.
Hagena war Mitglied in der Clausewitz-Gesellschaft, im Arbeitskreis Militär und Sozialwissenschaften, in der Gemeinschaft der Flieger Deutscher Streitkräfte, in der Mölders-Vereinigung beim Jagdgeschwader 74 in Neuburg/Donau und bei den „Mölders-Freunden“.
Außerdem war Hermann Hagena seit 1991 Mitglied in der Dresdener Studiengemeinschaft Sicherheitspolitik (DSS e. V.) bis zu ihrer Auflösung 2015 und veröffentlichte Beiträge in mehreren Heften der DSS-Arbeitspapiere.

## Familie
Hagena war verheiratet und Vater von drei Kindern.

## Auszeichnungen
- 1966: Air Force Commendation Medal

## Veröffentlichungen (Auswahl)
- Tiefflug in Mitteleuropa. Chancen und Risiken offensiver Luftkriegsoperationen. Nomos-Verlag, Baden-Baden 1990 (= Militär, Rüstung, Sicherheit, 58), ISBN 3-7890-1914-3.
- Mit Niklas von Witzendorff: Sicherheitspolitische Aspekte der Entwicklung nach der deutschen Wiedervereinigung. (Hrsg.) Dresdener Studiengemeinschaft Sicherheitspolitik e. V. (DSS): DSS-Arbeitspapiere, Heft 30, Dresden 1996, ISSN 1436-6010. 37 S.
- Mit Hartwig Hagena und Niklas von Witzendorff: Eine Raketenabwehr für Europa?.Probleme und Erfahrungen mit den Systemen MEADS und PAC-3. Stiftung Wissenschaft und Politik, Ebenhausen 2000.
- Hrsg. mit Reinhard Mutz: Streitkräfte und Strategien. Sicherheitspolitik – kontrovers diskutiert. Beiträge einer Sendereihe des Norddeutschen Rundfunks. Nomos Verlag, Baden-Baden 2001 (= Demokratie, Sicherheit, Frieden, 138), ISBN 3-7890-7344-X.
- Angriff die beste Verteidigung? Zur wechselvollen Geschichte dieses Prinzips. In: Gemeinsame Sicherheit - ein schwieriger Lernprozess. Prof. Dr. Rolf Lehmann zum 70. Geburtstag. (Hrsg.) Dresdener Studiengemeinschaft Sicherheitspolitik e. V. (DSS): DSS-Arbeitspapiere, Heft 70, Dresden 2004, ISSN 1436-6010. S. 61–72. urn:nbn:de:bsz:14-qucosa2-340207
- Reflexionen des neuen Denkens in der Bundeswehr. In: Philosophisches Denken über Krieg und Frieden. Umwälzende Einsichten an der Militärakademie und ihr Fortwirken in der Dresdener Studiengemeinschaft Sicherheitspolitik e. V. Beiträge zum Kolloquium am 13. September 2005. (Hrsg.) Dresdener Studiengemeinschaft Sicherheitspolitik e. V. (DSS): DSS-Arbeitspapiere, Heft 76, Dresden 2005, ISSN 1436-6010. S. 21–27. urn:nbn:de:bsz:14-qucosa2-339867
- Militärische Optionen gegen das Nuklearprogramm des Iran. In: (Hrsg.) Dresdener Studiengemeinschaft Sicherheitspolitik e. V. (DSS): Zur Bewertung militärischer Optionen gegen das Nuklearprogramm des Iran. Schriftenreihe DSS-Arbeitspapiere, Heft 81, Dresden 2006, S. 3–15.  (slub-dresden.qucosa)
- Jagdflieger Werner Mölders. Die Würde des Menschen reicht über den Tod hinaus. Ein Beitrag über militärische Vorbilder und Traditionen. Helios Verlag, Aachen 2008, ISBN 978-3-938208-66-3.
- Zur Rolle persönlicher Begegnungen in der Entwicklung von gegenseitigem Verstehen und Vertrauen. In: Militärakademie 'Friedrich Engels'. Historisch-kritische Nachbetrachtung zum 50. Jahrestag ihrer Gründung. Beiträge zum Kolloquium am 10. Januar 2009 im Rathaus Dresden. (Hrsg.) Dresdener Studiengemeinschaft Sicherheitspolitik e. V. (DSS): DSS-Arbeitspapiere, Heft 95, Dresden 2009, S. 117–125. urn:nbn:de:bsz:14-qucosa2-321515
- Zwanzig Jahre Dresdener Studiengemeinschaft – Veteranenverein oder Avantgarde im Denken über Krieg, Sicherheit und Frieden? Oder auch: Was bleibt? In: (Hrsg.) Dresdener Studiengemeinschaft Sicherheitspolitik e. V. (DSS): Für Entmilitarisierung der Sicherheit. 20 Jahre DSS e. V. Schriftenreihe DSS-Arbeitspapiere, Heft 100, Dresden 2010, ISSN 1436-6010. S. 38–44. (slub-dresden.qucosa)
- Afghanistan: ein sinnloser Krieg? In: Brennpunkt Afghanistan. (Hrsg.) Dresdener Studiengemeinschaft Sicherheitspolitik e. V. (DSS): DSS-Arbeitspapiere, Heft 102, Dresden 2011, S. 3–36. urn:nbn:de:bsz:14-qucosa2-325009
- 25 Jahre DSS – Ein Blick zurück. In: Friedensdenken und Friedensbewegung in Symbiose. Abschlussveranstaltung Dresdener Studiengemeinschaft Sicherheitspolitik, Oktober 2015. (Hrsg.) Dresdener Studiengemeinschaft Sicherheitspolitik e. V. (DSS): DSS-Arbeitspapiere, Heft [116], Dresden 2016, ISSN 1436-6010. S. 22–24. (slub-dresden.qucosa)